# Chelonarium testaceitarsis
Chelonarium testaceitarsis là một loài bọ cánh cứng trong họ Chelonariidae. Loài này được Pic miêu tả khoa học đầu tiên năm 1922.